# روفین-سینار
روفین-سینار (انگلیسی: Rofin-Sinar) شرکت مهندسی آلمانی است، که در سال ۱۹۷۳ تأسیس شد.